# Kara-Koudiour
Kara-Koudiour (en russe : Кара-Кудюр, en altaï méridional : Кара-Кујур,  Kara-Kuĵur) est un village du raïon d'Oulagan dans la république de l'Altaï en Russie. Il fait partie de l'établissement rural de Tchibilia, dont Tchibilia est le chef-lieu. Le village est le plus vieux du raïon, ayant été fondé en 1697. Sa population s'élevait à 336 habitants au recensement de 2021.

## Géographie
Le village de Kara-Koudiour se situe dans la république de l'Altaï, une république de Sibérie méridionale, en Russie. Il fait partie du district fédéral sibérien, et le village fait partie du raïon d'Oulagan, un raïons de la république du sud-est, qui compte 13 localités, avec Oulagan comme centre administratif.
Kara-Koudiour, comme toute la république de l'Altaï, est située dans le fuseau horaire MSK+4 (heure de Krasnoïarsk). Le décalage horaire appliqué par rapport au temps universel coordonné est +07:00.

## Histoire
D'après liste des lieux peuplés du territoire sibérien de 1928, le village a été fondé en 1697.

## Démographie
Recensements (*) et estimations de la population,,:
| 2002* | 2010* | 2012 | 2013 |
| ----- | ----- | ---- | ---- |
| 351   | 348   | 347  | 348  |

| 2014 | 2015 | 2016 | 2021* |
| ---- | ---- | ---- | ----- |
| 348  | 350  | 344  | 336   |

En 2002, sur les 351 habitants, il y avait 85 % d'Altaïens.

## Transports
Le village a une route vers la route d'Oulagan, route russe qui relie la rive sud du Teletskoïe à la route fédérale R256 à Aktach.